# Chip-chan
Chip-chan coréen : 칩찬)[réf. nécessaire] est une femme coréenne dont on ne connaît pas l'âge. Elle vit dans un appartement depuis au moins 2008. Elle est filmée en permanence par trois webcams qui diffusent en permanence sur internet. 
Une importante communauté en ligne suit son existence, s'alertant les uns les autres, dès que Chip-chan fait quelque chose de significatif. 
Elle communique parfois en écrivant sur des écriteaux ; elle est également très prolifique, écrivant sur une trentaine de blogs. L'explication donnée par Chip-chan est qu'elle serait séquestrée depuis 1999 par un policier à la retraite (« P »). Elle ne sort que très peu de l'appartement dont la localisation a été identifiée grâce à des photos de l'extérieur qu'elle a publiées. Peu de temps après avoir été localisée, elle déménage. 
Elle aurait étudié au Canada et ses parents seraient morts dans un accident lui léguant un important héritage. « P » la séquestrait pour pouvoir profiter de son héritage. Elle parle d'armes de contrôle de l'esprit. « P » lui aurait implanté des puces RFID pour contrôler son esprit. Chip-chan est chrétienne et voit dans les puces RFID la « marque de la bête ». 
Les raisons profondes de ce mode de vie ont suscité plusieurs hypothèses parmi les membres de cette communauté : phénomène hikikomori ou hypothèse psychiatrique (schizophrènie, paranoïa...).
Chip-chan a cessé d'apparaître en mars 2020.